# Asilus albifrons
Asilus albifrons är en tvåvingeart som först beskrevs av Gmelin 1790.  Asilus albifrons ingår i släktet Asilus och familjen rovflugor. Inga underarter finns listade i Catalogue of Life.